# Кузьминский комплексный заказник
Кузьминский комплексный заказник — государственный природный заказник (комплексный) регионального (областного) значения Московской области, целью которого является сохранение ненарушенных природных комплексов, их компонентов в естественном состоянии; восстановление естественного состояния природных комплексов, нарушенных осушительной мелиорацией прошлых десятилетий, поддержание экологического баланса. Заказник был предназначен для:
- сохранения и восстановления природных комплексов;
- сохранения местообитаний редких видов растений, лишайников, грибов и животных.

Заказник основан в 1988 году. Местонахождение: Московская область, Волоколамский городской округ, сельское поселение Теряевское, лесной массив между реками Малая Сестра и Локнаш. Заказник состоит из трех участков. Участок № 1 расположен в 0,1 км к югу от деревни Кузьминское, 0,3 км к северу от деревни Харланиха-1, около 0,6 км к северу от деревни Чащь и около 0,8 км к северо-западу от деревни Каверино. Участок № 2 расположен в 1,2 км к востоку от деревни Курбатово и в 0,5 км к западу от деревни Мащерово. Участок № 3 расположен в 0,8 км к северо-востоку от деревни Калеево. Общая площадь заказника составляет 4911,62 га (участок № 1 (центральный) — 4843,77 га, участок № 2 (северо-восточный) — 59,03 га, участок № 3 (юго-восточный) — 8,82 га). Участок № 1 включает кварталы 1—22, 24—46, 48 и частично квартал 47; участок № 2 включает квартал 23; участок № 3 включает небольшой обособленный участок квартала 47 Теряевского участкового лесничества Волоколамского лесничества.

## Описание
Территория заказника располагается на границе южной окраины Верхневолжской низменности и северо-западного склона Клинско-Дмитровской гряды. Дочетвертичный фундамент территории представлен известняками и доломитами карбона, а также юрскими глинами и песками. Абсолютные высоты заказника изменяются от 138 м (урез воды реки Малой Сестры на северной границе участка № 1) до 209 м (на склоне холма на восточной границе участка № 1).
Западная и центральная части участка № 1 занимают относительно пониженное положение — 138—150 м над уровнем моря. Они заняты плоской древнеаллювиально-водноледниковой равниной (в западной части) и плоскими и пологоволнистыми участками озерно-водноледниковых и водноледниковых равнин (в центре данного участка). Поверхности равнин сложены древнеаллювиально-водноледниковыми и водноледниковыми песками с галькой, щебнем и валунами, а также озерно-водноледниковыми песками и алевритами.
Восточная часть участка № 1 характеризуется значительным перепадом абсолютных высот (до 60 м) и включает склоновые поверхности приподнятой холмистой моренной равнины, занимающей наиболее возвышенное положение в заказнике.
Моренные холмы (длиной 0,5—1 км, шириной 0,2—0,5 км) данной местности характеризуются пологовыпуклой изометричной формой, высотой 10—30 м и более. Склоны холмов имеют крутизну 3—15°. Поверхности холмов сложены покровными суглинками мощностью до 2 м и более, под которыми залегают моренные валунные суглинки.
Северная оконечность участка № 1 включает левобережные фрагменты долины реки Малой Сестры с участками её первой надпойменной террасы, сложенной древнеаллювиальными песками с галькой и щебнем. Юго-восточную окраину данного участка прорезает долина ручья Локнаш. Высота склонов долины достигает 5—10 м. Местами в пределах восточной части участка № 1 отмечаются отроги долин рек и ручьев, которые формируются по типу ложбин, эрозионных рытвин, балок и оврагов с глубиной вреза до 5—15 м. Крутизна склонов эрозионных форм — 10-15° и более. Густота эрозионного расчленения достигает здесь 0,5—1 км/кв. км. На эрозионных склонах отмечаются дефлюкционные процессы, делювиальный смыв и мелкоблоковое оползание поверхностного чехла суглинков. Для днищ долин водотоков характерны процессы глубинной и боковой эрозии.
Участок № 2 заказника расположен на правобережье реки Волчак (приток реки Малой Сестры) на наклонной равнине северо-западной экспозиции на высотах 147—175 м над уровнем моря.
Участок № 3 занимает небольшой фрагмент междуречья реки Локнаш и её правого притока ручья Локнаш и непосредственно часть левобережья долины ручья Локнаш (171—173 м над уровнем моря).
Общий гидрологический сток на территории заказника направлен в реку Ламу (приток реки Волги). Основные водотоки заказника входят в его территорию частично — участок № 1 включает верховья реки Малой Сестры, преобразованные мелиорацией, небольшой фрагмент русла реки Малой Сестры, протекающий вдоль северной границы данного участка, и ручей Локнаш, тянущийся вдоль южной границы данного участка в своем среднем и нижнем течении. Извилистое русло реки Малой Сестры имеет ширину 6—8 м (в межень). Ширина русла ручья Локнаш составляет 2-3 м, глубина — 0,2—0,5 м. На участке № 1 образована густая сеть мелиоративных канав, которые впадают в широкий (порядка 5 м) и глубокий канал.
Почвенный покров на вершинах холмов и в верхних частях склонов представлен дерново-подзолистыми почвами на суглинистых отложениях. При их земледельческом освоении местами образовались агрогенно-преобразованные агродерново-подзолистые почвы. На поверхностях равнин, сложенных песчаными отложениями, сформированы дерново-подзолы и агродерново-подзолы. В понижениях с замедленным дренажем в зависимости от слагающих отложений формируются дерново-подзолистые глеевые почвы и дерново-подзолы глеевые, а также их агрогенно-преобразованные вариации — агродерново-подзолисто-глеевые и агродерново-подзолы глеевые. На поймах рек преобладают аллювиальные светлогумусовые почвы. В днищах эрозионных форм отмечаются гумусово-глеевые и перегнойно-глеевые почвы. На заболоченных участках сформировались торфяные олиготрофные и торфяные эутрофные почвы.

### Флора и растительность
На территории заказника преобладают таёжные хвойные леса: сосновые, елово-сосновые, сосново-еловые и еловые с участием березы. В юго-восточной части заказника представлены также субнеморальные еловые и березово-еловые леса с участием сосны. С запада к заказнику примыкают пруды рыбхоза, гидрологически связанные с лесными и болотными массивами заказника.
Большая часть лесов участка № 1 заказника — высокоствольные сосняки зеленомошные, в которых идет активное возобновление ели. Ель в этих насаждениях формирует второй ярус, а местами выходит в первый. Диаметры стволов сосен составляют в среднем 30—40 см, местами до 50—60 см. Часто отмечается примесь мелколиственных пород — березы и осины. Преобладают черничные, вейниково-черничные, кустарничковые зеленомошные, реже орляковые и травяные субнеморальные леса. Типичными видами этих лесов являются майник двулистный, ожика волосистая, вероника лекарственная, марьянник луговой и черника, изредка встречаются плауны сплюснутый, булавовидный (редкие и уязвимые виды, не включенные в Красную книгу Московской области, но нуждающиеся на территории области в постоянном контроле и наблюдении) и годичный. На повышениях среди зеленомошных лесов есть участки лишайниково-зеленомошных и бруснично-зеленомошных сосняков с вереском, зимолюбкой зонтичной (вид, занесенный в Красную книгу Московской области). По опушкам встречается колокольчик персиколистный (редкий и уязвимый вид, не включенный в Красную книгу Московской области, но нуждающийся на территории области в постоянном контроле и наблюдении).
Сосново-еловые, еловые с сосной, а также березово-еловые леса с участием сосны представлены кисличными и черничными зеленомошными, вейниково-черничными зеленомошными и зеленомошными типами с пятнами долгих и сфагновых мхов в западинах. В еловых и березово-еловых лесах встречаются баранец обыкновенный, гудайера ползучая, уснея жестковолосатая (виды, занесенные в Красную книгу Московской области), волчеягодник обыкновенный, или волчье лыко (редкий и уязвимый вид, не включенный в Красную книгу Московской области, но нуждающийся на территории области в постоянном контроле и наблюдении), фегоптерис связывающий, линнея северная, осока пальчатая.
В заболоченных плоских понижениях зеленомошные леса сменяются березово-сосновыми, сосново-березовыми и березовыми кустарничково-сфагново-долгомошными, осоково-сфагновыми и пушицево-сфагновыми, реже багульниково-сфагновыми типами, с ивами пепельной и ушастой, пушицей влагалищной, осокой чёрной, вейником сероватым, пятнами голубики, черники и багульника болотного. На ветвях берез здесь произрастают редкие лишайники — гипогимния трубчатая и уснея оголяющаяся (виды, занесенные в Красную книгу Московской области).
Среди долгомошно-сфагновых лесов сохранились небольшие участки верховых болот с багульником, миртом болотным, голубикой, росянкой круглолистной и клюквой болотной. На окраине сфагновых болот единично встречаются пальчатокоренники пятнистый (вид, занесенный в Красную книгу Московской области) и Траунштейнера (вид, занесенный в Красную книгу Российской Федерации и Красную книгу Московской области), на ветвях елей и сосен встречается лишайник — уснея жестковолосатая (вид, занесенный в Красную книгу Московской области); а также несколько редких лишайников рода Бриория — сивоватая, буроватая, переплетенная и волосовидная.
В водосборных понижениях и ложбинах стока развиты заболоченные березовые сфагново-долгомошные леса с участками низкоствольных березняков ивняковых, с осоковыми и тростниковыми болотами с ивой пепельной, хвощем речным, сабельником, вейником сероватым, осоками пузырчатой, дернистой, острой и вздутой, вехом ядовитым (цикутой), шлемником обыкновенным, таволгой вязолистной и другими влаголюбивыми видами.
В долинах ручьев и по берегам дренажных каналов развиты сероольшаники и черноольшаники с черемухой и хмелем крапивные и таволгово-крапивные.
На лесных прогалинах формируются высокотравные сообщества (крапива двудомная, орляк, сныть обыкновенная и другие) с малиной или влажнотравные (кочедыжник женский, осоки, щучка дернистая и другие), где изредка встречаются синюха голубая, пальчатокоренник Фукса, купальница европейская (редкие и уязвимые виды, не включенные в Красную книгу Московской области, но нуждающиеся на территории области в постоянном контроле и наблюдении).
Вырубки зарастают ольхой серой, березой, ивами, малиной, куманикой и разнотравьем. В понижениях здесь отмечены влаголюбивые группировки (ситники, осоки, вейник сероватый и другие).
Среди леса в центральной части участка № 1 на полянах встречаются участки мезофитных лугов, в том числе сеяных разнотравно-злаковых. Пойменные луга реки Малой Сестры и её наиболее крупных притоков представлены фрагментами разнотравно-кострецовых сообществ на высокой пойме и влажнотравных (таволгово-камышовых и другие) — на низкой пойме.
В крайней восточной части участка № 1 значительную долю в составе растительных сообществ занимают субнеморальные еловые (в том числе старые трансформированные лесокультуры), березово-еловые и осиново-еловые леса с лещиной и бузиной, кислицей обыкновенной, снытью обыкновенной, пролесником многолетним, зеленчуком жёлтым, звездчаткой дубравной, ландышем майским. В сообществах с участием ели отмечены погибшие и усыхающие деревья, пораженные короедом-типографом. Местами встречаются участки вторичных сероольховых широкотравных лесов с участием влажнотравья и сорнотравья.
В юго-восточной части участка № 1 отмечены сильно нарушенные леса со значительной примесью сорнотравья в напочвенном покрове (чистотел большой, крапива двудомная, недотрога мелкоцветковая и другие) и густой тропиночной сетью.
На примыкающем участке № 3 заказника преобладают субнеморальные еловые, березово-еловые и сосновые с березой и елью леса с лещиной и бузиной, кислицей, снытью, пролесником, зеленчуком, звездчаткой дубравной и ландышем. Ближе к пойме ручья Локнаш встречаются участки вторичных сероольховых широкотравных лесов с участием влажнотравья и сорнотравья.
Небольшой вытянутый участок № 2 занят преимущественно лесокультурами ели и фрагментами березово-сосновых и березовых лесов.

### Фауна
Животный мир заказника отличается высоким видовым разнообразием, хорошей сохранностью и репрезентативностью для соответствующих природных сообществ Московской области. Всего в заказнике отмечен 71 вид наземных позвоночных животных, из них три вида амфибий, три вида рептилий, 52 вида птиц, 13 видов млекопитающих.
Основу фаунистического комплекса здесь составляют виды хвойных и смешанных лесов средней полосы России. Большая концентрация редких видов животных на территории заказника, а также отсутствие синантропных видов свидетельствует о высокой степени сохранности и целостности природного комплекса.
На территории заказника выделяются четыре основных зоокомплекса (зооформации) — зооформация хвойных лесов, зооформация лиственных лесов, зооформация водных и околоводных местообитаний, зооформация лугово-опушечных местообитаний.
Животный мир всех трех участков заказника является единым и экологически целостным. На каждом из участков заказника представлены все основные типы зооформаций.
В целом на территории заказника абсолютно преобладает зооформация хвойных лесов, связанная преимущественно с сосняками разных типов, а также в значительно меньшей степени с ельниками, в том числе — еловыми лесопосадками, и с вкраплениями верховых болот. Из млекопитающих здесь наиболее обычны обыкновенная белка, рыжая полевка, лось, кабан, благородный олень; также встречаются бурый медведь и рысь — виды, занесенные в Красную книгу Московской области. Из птиц типичными обитателями растительных сообществ данного типа являются рябчик, желна, лесной конек, большой пестрый дятел, трехпалый дятел (вид, занесенный в Красную книгу Московской области), серая мухоловка, желтоголовый королек, обыкновенная пищуха, сойка, пухляк, московка, мохноногий сыч, воробьиный сыч, козодой, деряба, глухарь, хохлатая синица (последние шесть видов являются редкими и уязвимыми видами, не включенными в Красную книгу Московской области, но нуждающимися на территории области в постоянном контроле и наблюдении). На участке № 1 отмечалось гнездование филина (вид, занесенный в Красную книгу Российской Федерации и Красную книгу Московской области) и бородатой неясыти (вид, занесенный в Красную книгу Московской области). В пределах данной зооформации отмечаются также редкие виды рептилий — веретеница ломкая и обыкновенная гадюка (виды, занесенные в Красную книгу Московской области). Амфибии здесь представлены одним видом — серой жабой. На всех участках заказника отмечается большое число крупных муравейников.
Зооформация лиственных лесов (сероольшаников, черноольшаников, осинников, березняков, в том числе — заболоченных) распространена на всех трех участках заказника. Характерными представителями данной зооформации являются: седой дятел (вид, занесенный в Красную книгу Московской области), чёрный дрозд, рябинник, зарянка, иволга, славка-черноголовка, лазоревка, большая синица, ополовник.
В лесах различных типов встречаются европейская косуля (редкий и уязвимый вид, не включенный в Красную книгу Московской области, но нуждающийся на территории области в постоянном контроле и наблюдении), певчий дрозд, крапивник, обыкновенный поползень, ворон, пеночка-весничка, зяблик, чиж.
В пределах участка № 1 отмечались факты гнездования орлана-белохвоста и малого подорлика (виды, занесенные в Красную книгу Российской Федерации и Красную книгу Московской области). В настоящее время местообитания этих хищных птиц на территории заказника сохраняются, в связи с чем нельзя исключать возможность возобновления гнездования этих видов на территории заказника.
Зооформация водных и околоводных местообитаний, представленная в наибольшей степени на Участке № 1 и связанная в своем распространении с многочисленными дренажными каналами, ручьями и окружающими их растительными сообществами, представлена следующими видами: европейский речной бобр, американская норка, гоголь (редкий и уязвимый вид, не включенный в Красную книгу Московской области, но нуждающийся на территории области в постоянном контроле и наблюдении).
По луговинам и опушкам заказника встречаются пустельга (редкий и уязвимый вид, не включенный в Красную книгу Московской области, но нуждающийся на территории области в постоянном контроле и наблюдении), болотный лунь, канюк, белая трясогузка, обыкновенный жулан, луговой чекан, сорока, щегол, обыкновенная овсянка, живородящая ящерица. Из бабочек здесь встречаются червонец бурый (вид, занесенный в Красную книгу Московской области), траурница, большая лесная перламутровка (редкие и уязвимые виды, не включенные в Красную книгу Московской области, но нуждающиеся на территории области в постоянном контроле и наблюдении).
На всей территории заказника встречаются обыкновенный еж, заяц-беляк, обыкновенная лисица, енотовидная собака, травяная и остромордая лягушки.

## Объекты особой охраны заказника
Охраняемые экосистемы: сосновые и березово-сосновые кустарничково-зеленомошные с участками лишайниково-зеленомошных, долгомошно-сфагновые сосновые леса с елью во втором ярусе; елово-сосновые кустарничково-зеленомошные, субнеморальные леса; заболоченные березово-сосновые и сосновые долгомошно-сфагновые и сфагновые леса; верховые кустарничково-сфагновые болота.
Места произрастания и обитания охраняемых в Московской области, а также иных редких и уязвимых видов растений, лишайников, грибов и животных, зафиксированных на территории заказника, перечисленных ниже, а также европейской косули, гоголя и глухаря.
Охраняемые в Московской области, а также иные редкие и уязвимые виды растений:
- вид, занесенный в Красную книгу Российской Федерации и Красную книгу Московской области, — пальчатокоренник Траунштейнера;
- виды, занесенные в Красную книгу Московской области, — зимолюбка зонтичная, гудайера ползучая, пальчатокоренник пятнистый, баранец обыкновенный;
- виды, являющиеся редкими и уязвимыми таксонами, не включенные в Красную книгу Московской области, но нуждающиеся на территории области в постоянном контроле и наблюдении, — плауны булавовидный и сплюснутый, пальчатокоренник Фукса, купальница европейская, колокольчик персиколистный, синюха голубая, волчеягодник обыкновенный, или волчье лыко.

Охраняемые в Московской области, а также иные редкие и уязвимые виды лишайников:
- виды, занесенные в Красную книгу Московской области, — уснея жестковолосатая, уснея оголяющаяся, гипогимния трубчатая;
- редкие виды — бриории сивоватая, буроватая, переплетенная и волосовидная.

Охраняемый в Московской области вид грибов, занесенный в Красную книгу Московской области, — ежевик коралловидный.
Охраняемые в Московской области, а также иные редкие и уязвимые виды животных:
- виды, занесенные в Красную книгу Российской Федерации и Красную книгу Московской области, — орлан-белохвост, малый подорлик, филин;
- виды, занесенные в Красную книгу Московской области, — бурый медведь, рысь, трехпалый дятел, седой дятел, бородатая неясыть, веретеница ломкая, обыкновенная гадюка, обыкновенный уж, червонец бурый;
- виды, являющиеся редкими и уязвимыми таксонами, не включенные в Красную книгу Московской области, но нуждающиеся на территории области в постоянном контроле и наблюдении, — воробьиный и мохноногий сычи, козодой, деряба, хохлатая синица, траурница, большая лесная перламутровка.